# Пролетарі всіх країн, єднайтеся!
Пролетарі всіх країн, єднайтеся! (нім. Proletarier aller Länder, vereinigt euch!) — комуністичне гасло, девіз Союзу комуністів, що прийшов на зміну лозунгу «Усі люди брати!», запропонований Карлом Марксом та Фрідріхом Енгельсом 1847 року. Уперше друком лозунг містився на титульній сторінці першого (пробного) випуску німецького Комуністичного журналу (нім. Kommunistische Zeitschrift), що вийшов у вересні 1847 року. Надалі журнал не виходив через брак коштів.
Всесвітню відомість гасло отримало після публікації Карлом Марксом та Фрідріхом Енгельсом «Маніфесту комуністичної партії» 1848 року.

## Використання
Гасло «Пролетарі всіх країн, єднайтеся!» було одним з основних елементів на державному гербі СРСР. Лозунг був написаний на червоних стрічках п'ятнадцятьма мовами народів союзних республік:
З лівого боку:
- туркм. Әхли юртларың пролетарлары, бирлешиң!
- тадж. Пролетарҳои ҳамаи мамлакатҳо, як шавед!
- латис. Visu zemju proletārieši, savienojieties!
- лит. Visų šalių proletarai, vienykitės!
- груз. პროლეტარებო ყველა ქვეყნისა, შეერთდით!
- узб. Бутун дунё пролетарлари, бирлашингиз!
- укр. Пролетарі всіх країн, єднайтеся!

З правого боку:
- ест. Kõigi maade proletaarlased, ühinege!
- вірм. Պրոլետարներ բոլոր երկրների, միացե՜ք!
- кирг. Бардык өлкөлөрдүн пролетарлары, бириккиле!
- рум. Пролетарь дин тоате цэриле, униць-вэ!
- азерб. Бүтүн өлкәләрин пролетарлары, бирләшин!
- каз. Барлық елдердің пролетарлары, бірігіңдер!
- біл. Пралетарыі ўсіх краін, яднайцеся!

Знизу по центру:
рос. Пролетарии всех стран, соединяйтесь!
Окрім державного герба СРСР лозунг мав широкий вжиток у Радянському Союзі. Девіз містився на гербах союзних та автономних республік Радянського Союзу, на грошових знаках, партійних білетах, на титульних сторінках газет тощо. Крім СРСР, гасло використовувалося як девіз в інших соціалістичних державах, наприклад, НДР.

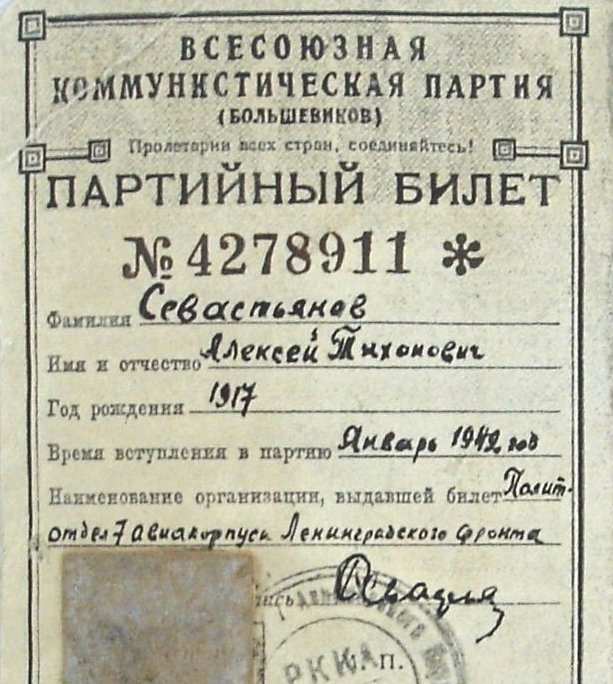
Партійний білет члена КПРС 1942 року
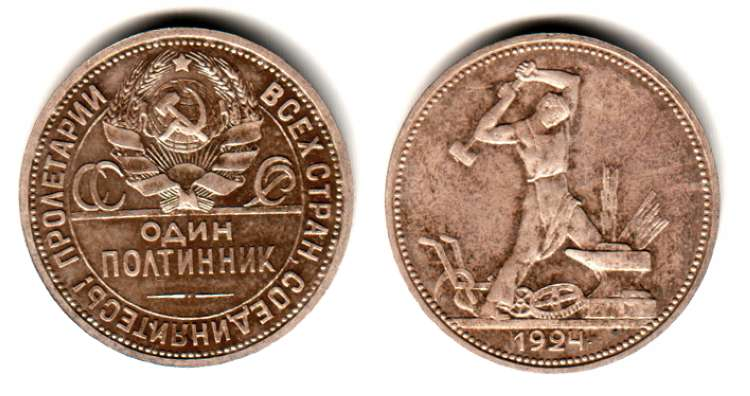
1 полтинник 1924 року
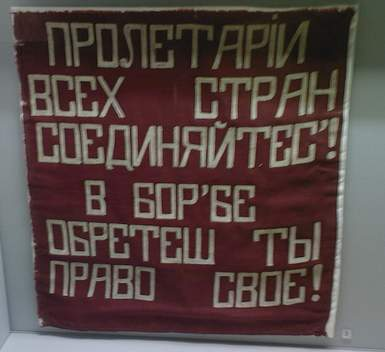
Знамено Червоної армії часів громадянської війни
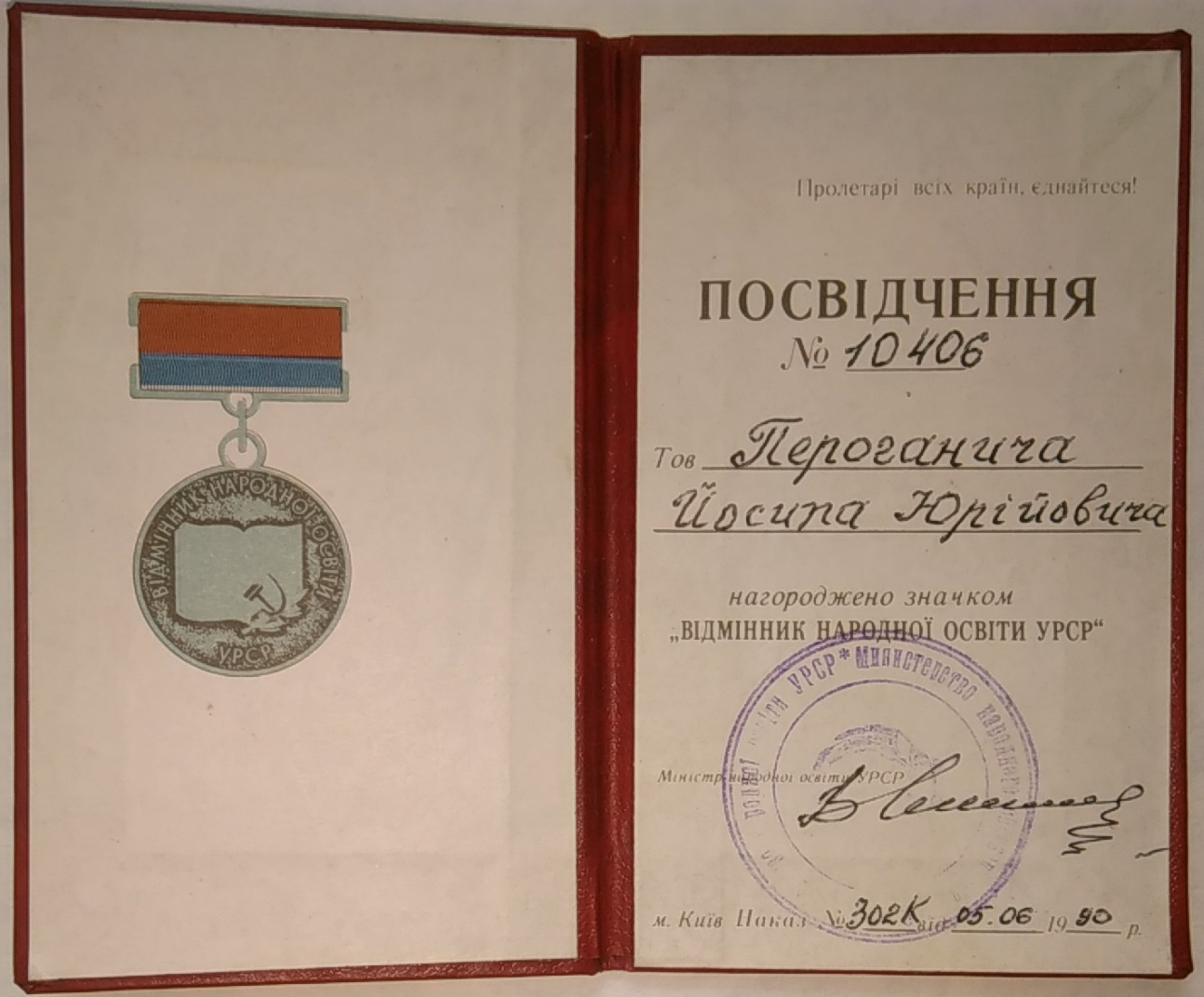
Посвідчення до значка «Відмінник народної освіти УРСР», 1990 рік

## Переклади
- абх. Атәылақуа зегьы рпролетарцәа, шәҽеидышәкыл!
- афр. werknemers van die wêreld, verenig!
- алеут. Ahas tanam huzunis, tыcix agit atxicix!
- алб. proletarë të të gjitha vendeve, bashkohuni!
- араб. !يَا عُمَّال العَالَم اِتَّحِدُوا
- вірм. պրոլետարներ բոլոր երկրների, միացե՛ք
- аст. trabayadores de tolos países, xuníivos
- ав. Киналго улкабазул пролетарал, цолъе нуж!
- азерб. bütün ölkələrin proletarları, birləşin!
- башк. Бөтә илдәрҙең пролетарийҙәре, берләшегеҙ! (Bөtә ildәrđen̡ proletarđarь berlәşegeđ!)
- баск. herrialde guztietako proletarioak, elkar zaitezte!
- біл. пралетарыі ўсіх краін, яднайцеся!
- бенг. দুনিয়ার মজদুর এক হও! (duniẏār majadur eka haō!)
- болг. пролетарии от всички страни, съединявайте се!
- бур. бүхы оронуудай пролетаринар, нэгэдэгты!
- кат. proletaris de tots els països, uniu-vos!, proletaris de tot el món, uniu-vos!
- себ. mga trabahador sa mundo, paghiusa!
- чеч. массо а мехкийн пролетареш, цхьанакхета!
- кит.: 全世界无产者，联合起来！ (Quánshìjiè wúchǎnzhě, liánhé qǐlái!)
- чук. Пролетариатторэ гэмгэнутэкин, ӄумэкэтгытык!
- чув. пӗтӗм тӗнчери пролетарисем, пӗрлешӗр!
- чеськ. proletáři všech zemí, spojte se!
- дан. proletarer i alle lande, foren jer!
- нід. proletariërs aller landen, verenigt u!
- марій. чыла элласе пролетарий-влак ушныза!
- есп. proletoj de ĉiuj landoj, unuiĝu!
- ест. kõigi maade proletaarlased, ühinege!
- фін. kaikkien maiden proletaarit, liittykää yhteen!
- фр. prolétaires de tous les pays, unissez-vous!
- гал. traballadores do mundo, unídevos!
- груз. პროლეტარებო ყველა ქვეყნისა, შეერთდით!
- нім. Proletarier aller Länder, vereinigt euch!
- грец. προλετάριοι όλου του κόσμου, ενωθείτε!, προλετάριοι όλων των χωρών, ενωθείτε!
- івр. פועלי כל העולם התאחדו (poaley kol ha-olam, hit'akhadu!)
- гінді दुनिया के मज़दूरो एक हो जाओ (dunya ke mazduro, ek ho jao!)
- угор. világ proletárjai, egyesüljetek!
- ісл. öreigar allra landa, sameinist!
- індонез. kaum buruh sedunia, bersatulah!
- ірл. a oibrithe an domhain, aontaigí!
- італ. lavoratori di tutto il mondo, unitevi!, proletari di tutti i paesi, unitevi!
- яп. 万国の労働者よ、団結せよ！ (bankoku no rōdōsha yo, danketsu seyo!)
- карач.-балк. бютеу дунияны пролетарлары, бирлешигиз
- кар. barlık ellerdin proletarları, birlesiniz!
- каз. барлық елдердің пролетарлары, бірігіңдер! (Barlyq elderdiń proletarlary, birigińder!)
- лаос. ຊົນຊັ້ນກຳມະຊີບທົ່ວໂລກ ຈົ່ງສາມັກຄີກັນ!
- кор. 만국의 노동자여, 단결하라! (Man-gugui nodongjayeo, dan-gyeolhara!)
- півн. курд. karkerên cîhanê hevgirin!, کرێکارانی دنیا یه‌کگرن (kirêkaranî dinya yekgirin!)
- кирг. бардык өлкөлордүн пролетарлары, бириккиле! (Proletarii omnibus terrarum, sociate!)
- латис. visu zemju proletārieši, savienojieties!
- лит. visų šalių proletarai, vienykitės!
- мак. пролетери од сите земји, обединете се!
- малаг. mpiasa eran'izao tontolo izao, mampiray!
- малай. kaum buruh semua negeri, bersatulah!
- малаял. സര്‍വ രാജ്യ തൊഴിലാളികളെ സംഘടിക്കുവിന്‍
- ᠪᠦᠬᠥ ᠳᠡᠯᠡᠬᠡᠶ ᠶᠢᠨ ᠦᠭᠡᠶᠢᠭᠦᠴᠦᠳ ᠬᠣᠯᠪᠣᠭᠠᠯᠠᠭᠲᠤᠨ!
- неп. हामी सबै मिलेर आमुल परिवर्तन ल्याऔ
- ног. Баьри кыраллардынъ пролетарпары, бирлесинъиз!

- бук. arbeidere i alle land, foren dere!
- нюн. arbeidarar i alle land, samein dykk!
- перс. کارگران جهان متحد شوید, трансліт. kârgarân-e jahân mottahed šavid
- пол. proletariusze wszystkich krajów, łączcie się!
- порт. trabalhadores do mundo, uni-vos!, proletários de todos os países, uni-vos!
- рум. proletari din toate țările, uniți-vă!
- рос. пролетарии всех стран, соединяйтесь!
- якут. бары дойдулар пролетарийдара, холбоһуҥ!
- сербохорв. пролетери свих земаља, уједините се
- сербохорв. proleteri svih zemalja, ujedinite se
- словац. proletári všetkých krajín, spojte sa!
- словен. proletarci vseh dežel, združite se!
- суах. wafanyakazi wa dunia, ungana!
- швед. proletärer i alla länder, förena er, proletärer i alla länder, förena eder!
- тагал. Mga mangagawa ng daigdig, magkaisa!
- тадж. пролетарҳои ҳамаи мамлакатҳо, як шавед!
- тат. барлык илләрнең пролетарийлары, берләшегез!
- тай. ชนชั้นกรรมาชีพทั่วโลก จงสามัคคีกัน!, трансліт. chon chán gammaachêep tûa lôhk, jong săa-mák-kee gan!
- тур. bütün ülkelerin işçileri, birleşin!
- туркм. ähli ýurtlaryň proletarlary, birleşiň!
- тув. бүгү чурттарның пролетарийлери, каттыжыңар!
- удм. вань странаосысь пролетарийёс, огазеяське!
- укр. пролета́рі всіх краї́н, єдна́йтеся!
- узб. butun dunyo proletarlari, birlashingiz!
- в'єт. vô sản toàn thế giới, liên hiệp lại!, vô sản các nước, đoàn kết lại!
- валл. gweithwyr y byd, unwch!
- фриз. arbeiders fan alle lannen, ferien!
- їд. !פּראָלעטאריער פֿון אלע לענדער, פֿאַראייניקט זיך (proletarier fun ale lender, fareynikt zikh!)